# Жилой дом «Трудкоопстрой»
Жило́й дом рабо́чего това́рищества «Трудкоопстро́й» — здание в районе Хамовники в Москве. Один из первых реализованных проектов коммунального жилья с частными квартирами и общими хозяйственными помещениями. Редкий образец сочетания архитектурных стилей конструктивизма и раннего нового времени. Единственное сохранившееся в столице здание работы архитектора Вильгельма Циммера.

## История

### Строительство
Землю под здание выделили из межевого участка бывшего подворья Ростовских архиереев, к началу строительства её занимали хозяйственные постройки. В 1932—1933 годах снесли близлежащую Благовещенскую церковь, территорию переулка расчистили, небольшую часть отдали под реализацию пилотного проекта жилищного кооператива.
При строительстве пришлось отступить от изначального плана, чтобы максимально снизить расходы. Так, например, использовалась технология «засыпных стен» Антона Герарда, при которой кладка наружной и внутренней частей скреплялась гибкими стальными перетяжками или «перевязывалась» кирпичом. Площадь мансарды увеличили, чтобы класть доски пола без разрезания, а для лестниц между этажами использовали дерево.
С архитектурной точки зрения самым выразительным элементом стала крыша: её разновеликие объёмы и печные трубы разных форм придали зданию оттенок ранневропейского нового стиля.
Дом «Трудкоопстроя» был показан в кадрах кинофильма «Три тополя на Плющихе», поскольку напротив него на пустовавшей площадке были построены декорации кафе.

### Планировка
Концепция кооперативного дома объединила черты доходных домов прошлого столетия с главным фактором жилищного строительства послереволюционной России — экономичностью. После первых лет военного коммунизма и полного отказа от частной собственности наступила эпоха НЭПа и первой пятилетки, когда власти осознали экономическую целесообразность владения жильём: без фактических хозяев дома очень быстро приходили в упадок.
Площадь внутренних помещений здания составляет 662 м². Жильцы первого, второго и третьего этажей получили отдельные квартиры и такие современные удобства, как водопровод и электричество, собственные кухни и ванные комнаты. В подвальном этаже находились общая прачечная с гладильной и сушильной комнатами, бойлерная и подсобки. Мансардный этаж был отдан под общежитие «коридорного типа» с общими кухнями и санузлами в торцевой части. Подобный гибрид частного и общественного, с одной стороны, гарантировал сохранность имущества, которое воспринималось как личное и поэтому использовалось бережно, а с другой — воплощал в жизнь идеологию «нового быта» с его стремлением к коллективизации.
Хотя кооперативные дома оказались чрезвычайно эффективным средством борьбы с дефицитом жилплощади, короткий период их расцвета закончился уже к 1932 году. В 1937-м либеральный подход к частной собственности был резко прекращён: во-первых, отдельное жильё стимулировало вольнодумство и индивидуалистически-буржуазные настроения, во-вторых, доступ к персональной квартире стал одним из рычагов управления социумом. Проект дома «Трудкоопстроя» в серию не вошёл.

### Современность
К началу 2000-х годов здание сильно обветшало, оно было отключено от коммуникаций, а жильцы расселены.
В 2016 году представители общества «Архнадзор» отправили в правительство Москвы заявку о присвоении дому статуса памятника. В том же году здание было внесено в перечень выявленных объектов культурного наследия, а в 2018-м ему уже дали статус памятника регионального значения.
В 2017 году в СМИ появилась информация о планах правительства Москвы выставить на аукцион 11 зданий в Центральном административном округе, в число которых вошёл и дом «Трудкоопстроя». Победители торговов смогут провести ремонт и приспособить здания к современному использованию, не нарушая при этом исторического облика. Все работы по реконструкции должны проходить при согласии и под контролем Департамента культурного наследия. Начальная цена лота составила 98,4 млн рублей, предварительная оценка сметы на реконструкцию — 77,3 млн.